# Mehmed al IV-lea
Mehmed al IV-lea (turcă محمد رابع; romanizat Meḥmed-i rābi; n. 2 ianuarie 1642, Constantinopol, Imperiul Otoman – d. 6 ianuarie 1693, Edirne, Imperiul Otoman) cunoscut și sub numele de Mehmed Vânătorul a fost sultanul Imperiului Otoman în perioada 1648 - 1687. A urcat pe tron la vârsta de șase ani, după ce tatăl său, Ibrahim I a fost asasinat după o lovitură de stat. Mehmed a devenit al doilea cel mai longeviv sultan din istoria otomană după Suleiman Magnificul. În timp ce primii și ultimii ani ai domniei sale au fost caracterizați de înfrângere militară și instabilitate politică, în anii de mijloc el a supravegheat renașterea averilor imperiului asociate cu epoca Köprülü. Mehmed al IV-lea era cunoscut de contemporani ca un conducător deosebit de evlavios și a fost numit gazi sau „războinic sfânt” pentru rolul său în numeroasele cuceriri efectuate în timpul domniei sale lungi.
Sub domnia lui Mehmed al IV-lea, imperiul a atins apogeul expansiunii sale teritoriale în Europa.  De la o vârstă fragedă a dezvoltat un interes puternic pentru vânătoare, pentru care este cunoscut sub numele de avcı (tradus ca „Vânătorul”). În 1687, Mehmed a abdicat din cauza soldaților dezamăgiți de cursul războiului în desfășurare al Ligii Sfinte.  Ulterior, s-a retras la Edirne, unde a locuit până la moartea sa în 1693.
| | Sultani ai Imperiului Otoman |                        |                   |                       |                   |                   |
| Ascensiunea (1299 – 1453) Osman I Orhan Gazi Murad I Hudavendighiar Baiazid I Ildârâm Mehmed I Celebi Murad al II-lea Mahomed al II-lea Propășirea (1453 – 1683) Baiazid al II-lea Selim I Soliman I Selim al II-lea Murad al III-lea Mehmed al III-lea Ahmed I Mustafa I Osman al II-lea Murad al IV-lea Stagnarea (1683 – 1827) Ibrahim I Mehmed al IV-lea Suleiman al II-lea Ahmed al II-lea Mustafa al II-lea Ahmed al III-lea Mahmud I Osman al III-lea Mustafa al III-lea Abdul Hamid I Selim al III-lea Mustafa al IV-lea Mahmud al II-lea Declinul (1828 – 1908) Abdul-Medjid Abdul-Aziz Murad al V-lea Abdul-Hamid al II-lea Mehmed al V-lea Destrămarea (1908 – 1923) Mehmed al VI-lea |                              |                        |                   |                       |                   |                   |
| Ascensiunea (1299 – 1453) |                              |                        |                   |                       |                   |                   |
| Osman I | Orhan Gazi                   | Murad I Hudavendighiar | Baiazid I Ildârâm | Mehmed I Celebi       | Murad al II-lea   | Mahomed al II-lea |
| Propășirea (1453 – 1683) |                              |                        |                   |                       |                   |                   |
| Baiazid al II-lea | Selim I                      | Soliman I              | Selim al II-lea   | Murad al III-lea      | Mehmed al III-lea | Ahmed I           |
| |                              | Mustafa I              | Osman al II-lea   | Murad al IV-lea       |                   |                   |
| Stagnarea (1683 – 1827) |                              |                        |                   |                       |                   |                   |
| Ibrahim I | Mehmed al IV-lea             | Suleiman al II-lea     | Ahmed al II-lea   | Mustafa al II-lea     | Ahmed al III-lea  | Mahmud I          |
| Osman al III-lea | Mustafa al III-lea           | Abdul Hamid I          | Selim al III-lea  | Mustafa al IV-lea     | Mahmud al II-lea  |                   |
| Declinul (1828 – 1908) |                              |                        |                   |                       |                   |                   |
| | Abdul-Medjid                 | Abdul-Aziz             | Murad al V-lea    | Abdul-Hamid al II-lea | Mehmed al V-lea   |                   |
| Destrămarea (1908 – 1923) |                              |                        |                   |                       |                   |                   |
| |                              |                        | Mehmed al VI-lea  |                       |                   |                   |

1. ↑  Mehmet IV, Gran Enciclopèdia Catalana